# Вінценцин
Вінценцин (пол. Wincencin) — село в Польщі, у гміні Уршулін Володавського повіту Люблінського воєводства. Населення — 104 особи (2011).

## Історія
За даними етнографічної експедиції 1869—1870 років під керівництвом Павла Чубинського, у селі переважно проживали греко-католики, які розмовляли українською мовою.
У 1975—1998 роках село належало до Холмського воєводства.

## Демографія
Демографічна структура станом на 31 березня 2011 року:
|          | Загалом | Допрацездатний вік | Працездатний вік | Постпрацездатний вік |
| -------- | ------- | ------------------ | ---------------- | -------------------- |
| Чоловіки | 52      | 15                 | 32               | 5                    |
| Жінки    | 52      | 17                 | 27               | 8                    |
| Разом    | 104     | 32                 | 59               | 13                   |